# غرانت دالتون
غرانت دالتون (بالإنجليزية: Grant Dalton)‏ هو متسابق يخت نيوزيلندي، ولد في 1 يوليو 1957 في أوكلاند في نيوزيلندا.

## وصلات خارجية
- غرانت دالتون على موقع الاتحاد الدولي للملاحة الشراعية (موقع جديد) (الإنجليزية)
- غرانت دالتون على موقع الاتحاد الدولي للملاحة الشراعية (موقع قديم) (الإنجليزية)